# آشتانگا ناماسکارا

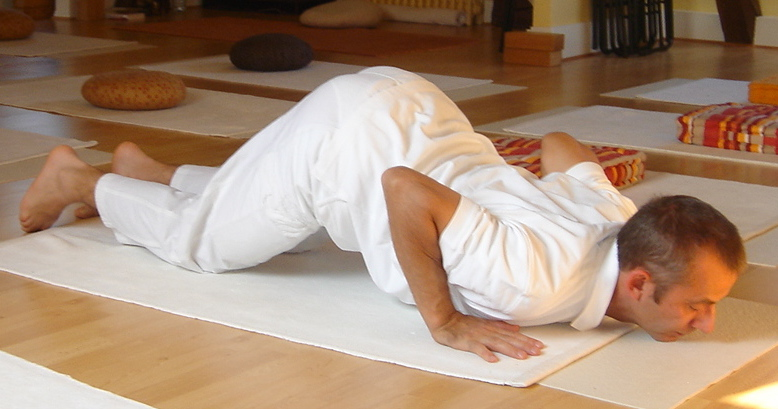
آشتانگا ناماسکارا

آشتانگا ناماسکارا(سانسکریت: अष्टाङ्ग नमस्कार)، آشتانگا دادوات پرانام (अष्टाङ्ग दण्डवत् प्रणाम्)، وضعیت هشت اندام: بدن با زمین در ۸ نقطه تماس دارد: دو انگشت شست پاها، زانوها، سینه، چانه و دست‌ها.

## ریشه‌شناسی و ریشه‌ها
این نام از کلمات سانسکریت अष्ट asht، هشت، अङ्ग anga، اندام و नमस्कार namaskar، تعظیم یا سلام می‌آید.

## شرح
Ashtanga Namaskara در این وضعیت هشت قسمت بدن با زمین در تماس است: دو پا، دو زانو، دو دست، سینه و چانه  یا پیشانی.  دست‌ها زیر شانه‌ها، آرنج‌ها خم شده‌است.  
به وضعیت اوتیتا چاتورانگا دانداسانا رفته. زانوها، قفسه سینه و چانه را به‌طور همزمان روی زمین بگذارید. اگر ممکن نیست که همزمان این کار را انجام دهید، اول زانوها، بعد قفسه سینه و نهایتاً چانه را روی زمین قرار دهید.
قفسه سینه را بین دست‌ها قرار دهید و آرنج‌ها را کنار تنه نگه دارید. در وضعیت نهایی، فقط شست پاها، زانوها، قفسه سینه، دستها و چانه با زمین تماس دارند. 